# Linia sukcesji do hiszpańskiego tronu

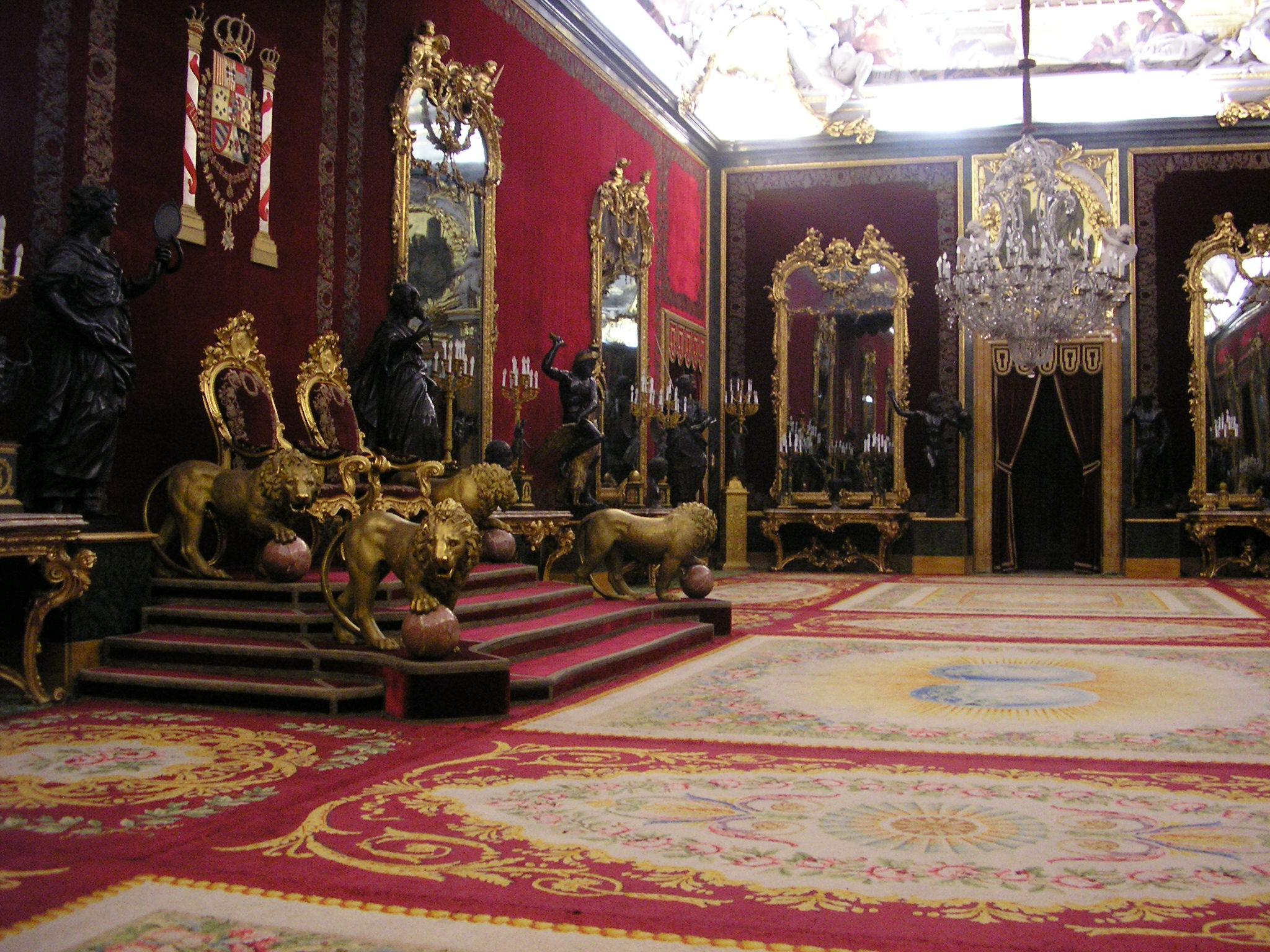
Sala tronowa w Madrycie

## Linia sukcesji
| #  | Imię | Urodzony                    | Rodzice | Stopień pokrewieństwa z panującym przodkiem |
| -- | --- | --------------------------- | --- | ------------------------------------------- |
| 1  | Leonor de Todos los Santos de Borbón y Ortiz, księżna Asturii                                              | 31 października 2005 Madryt | Filip VI Burbon (ur. 1968), król Hiszpanii Letizia Ortiz Rocasolano (ur. 1972), c. Jesusa Ortiza Alvareza           | córka króla Filipa VI                       |
| 2  | Sofía de Todos los Santos de Borbón y Ortiz                                                                | 29 kwietnia 2007 Madryt     | Filip VI Burbon (ur. 1968), król Hiszpanii Letizia Ortiz Rocasolano (ur. 1972), c. Jesusa Ortiza Alvareza           | córka króla Filipa VI                       |
| 3  | Helena, księżna Lugo Elena Maria Isabel Dominica de los Silos de Borbon y de Grecia                        | 20 grudnia 1963 Madryt      | Jan Karol I (ur. 1938), król Hiszpanii Zofia (ur. 1938), c. Pawła I, króla Grecji                                   | siostra króla Filipa VI                     |
| 4  | Felipe de Marichalar y de Borbón                                                                           | 17 lipca 1998               | Jaime de Marichalar (ur. 1963), książę Lugo Helena Burbon (ur. 1963), c. Jana Karola I, króla Hiszpanii             | siostrzeniec króla Filipa VI                |
| 5  | Victoria de Marichalar y de Borbón                                                                         | 9 września 2000             | Jaime de Marichalar (ur. 1963), książę Lugo Helena Burbon (ur. 1963), c. Jana Karola I, króla Hiszpanii             | siostrzenica króla Filipa VI                |
| 6  | Krystyna Burbon y Grecia Cristina Federica Victoria Antonia de la Santisima Trinidad de Borbon y de Grecia | 13 czerwca 1965 Madryt      | Jan Karol I (ur. 1938), król Hiszpanii Zofia (ur. 1938), c. Pawła I, króla Grecji                                   | siostra króla Filipa VI                     |
| 7  | Juan Valentin Urdangarin Don Juan Valentin de Todos los Santos Urdangarin y de Borbon                      | 29 września 1999 Barcelona  | Inaki Urdangarin (ur. 1968), książę Palma de Mallorca Krystyna Burbon (ur. 1965), c. Jana Karola I, króla Hiszpanii | siostrzeniec króla Filipa VI                |
| 8  | Pablo NicolasUrdangarin Don Pablo Nicolas Sebastian de Todos los Santos Urdangarin y de Borbon             | 6 grudnia 2000 Barcelona    | Inaki Urdangarin (ur. 1968), książę Palma de Mallorca Krystyna Burbon (ur. 1965), c. Jana Karola I, króla Hiszpanii | siostrzeniec króla Filipa VI                |
| 9  | Miguel Urdangarin Don Miguel de Todos los Santos Urdangarin y de Borbon                                    | 30 kwietnia 2002 Barcelona  | Inaki Urdangarin (ur. 1968), książę Palma de Mallorca Krystyna Burbon (ur. 1965), c. Jana Karola I, króla Hiszpanii | siostrzeniec króla Filipa VI                |
| 10 | Irene Urdangarin Dona Irene Urdangarin y de Borbon                                                         | 5 czerwca 2005              | Inaki Urdangarin (ur. 1968), książę Palma de Mallorca Krystyna Burbon (ur. 1965), c. Jana Karola I, króla Hiszpanii | siostrzenica króla Filipa VI                |